# Eleven Sports
Eleven Sports é um grupo multinacional de canais televisivos de desporto. Com base no Reino Unido, é detida pelo DAZN Group.
O modelo de negócios da Eleven Sports centra-se principalmente na aquisição dos principais direitos desportivos internacionais em mercados pequenos. A empresa opera serviços de televisão linear de televisão e/ou serviços digitais na Bélgica, Brasil, Luxemburgo, Portugal,  Polónia, Singapura, Taiwan e Estados Unidos.

## História
Em fevereiro de 2016, a Eleven Sports adquiriu os direitos da Fórmula Um para o mercado polaco. Em Julho de 2016, esta adquiriu o direitos da Premier League para o Taiwan. Ambas as propriedades foram comercializadas pela empresa-irmã de Radrizzani, a MP & Silva.
Em 16 de março de 2017, a Eleven Sports anunciou que tinha adquirido "certos activos de distribuição" do canal desportivo norte-americano One World Sports, que seria substituído por uma versão norte-americana da Eleven Sports. Os detalhes financeiros da venda não foram divulgados.
Em 18 de janeiro de 2018, a Eleven Sports anunciou que fará parceria com a NBA G League para a transmissão em exclusivo dos jogos dessa liga.
Em maio de 2018, a Eleven Sports garantiu três a transmissão da LaLiga Santander no Reino Unido e na Irlanda por três anos. Esses direitos pertenciam anteriormente à Sky Sports. No mesmo mês, a Eleven Sports anuncia a compra dos direitos da UEFA Champions League e da LaLiga Santander para o mercado português.
Em 9 de novembro de 2020, a Eleven Sports adquire a plataforma brasileira MyCujoo, a compra faz parte de um novo projeto da operadora de canais esportivos, chamado de Eleven 2.0.
Em setembro de 2022, foi adquirida pelo grupo DAZN.